# Bayerska rådsrepubliken
Bayerska rådsrepubliken (tyska Bayerische Räterepublik) eller Münchens rådsrepublik (Münchner Räterepublik) kallas den andra revolutionsfasen under Novemberrevolutionen 1918 i München och Bayern: från utropandet av rådsrepubliken den 7 april 1919 till det våldsamma kuvandet den 2 maj 1919. Det var ett kort försök att efter första världskriget skapa en socialistisk stat i form av en rådsrepublik av Fristaten Bayern som skapats efter Kungariket Bayerns fall. 
Vid första världskrigets slut fick den socialdemokratiska flanken vind i seglen och i november 1918 under krigets sista dagar ledde Kurt Eisner arbetare och bönder från Theresienwiese genom Münchens gator till Mathäser Brauhaus där den Bayerska rådsrepubliken bildades. Man invaderade sedan det kungliga residenset och den siste kungen av huset Wittelsbach, Ludvig III, flydde i bil. 
Politiska våldsdåd präglade München de första sex månaderna år 1919. Högerkrafter kritiserade Kurt Eisner som berlinare och jude och han sköts ihjäl tre månader senare av Anton Graf von Arco auf Valley. München styrdes en tid av kommunistpartiet under ledning av Eugen Leviné.